# GulogGratis
GulogGratis er en annonceavis, der formidler køb og salg mellem private og udkommer som tillæg til en række lokale og regionale dagblade. GulogGratis har også etableret en online markedsplads på nettet, og er blandt Danmarks største e-handelssider.
GulogGratis blev grundlagt i maj 1991 som et samarbejde mellem Fyens Stiftstidende og Århus Stiftstidende, men er siden blevet udvidet, således at der i dag er seks regionale udgaver:
- Fyens Stiftstidende og Fyns Amts Avis (siden februar 2007)
- Århus Stiftstidende og Randers Amtsavis (siden januar 1998)
- Nordjyske Stiftstidende (siden april 1995) og Thisted Dagblad (siden januar 2007)
- JydskeVestkysten (siden august 1996)
- Vejle Amts Folkeblad, Fredericia Dagblad, og Horsens Folkeblad (siden september 2008).
- Helsingør Dagblad (siden september 2020)

Gul & Gratis' seks forskellige trykte udgaver har et samlet oplag på 322.832 , mens aviserne læses af 1.012.000 . Internetudgaven har ca. 720.000 brugere . Internetsiden rummer ca. 280.000 annoncer, mens aviserne i alt rummer omkring 25.000 ugentligt.
Annoncesalg, teknisk produktion og administration varetages af Fynske Medier i Odense, men trykningen af avisudgaverne foregår på de enkelte udgiverselskabers trykkerier.